# 40 Dywizja Strzelecka (ZSRR)
40 Dywizja Strzelecka (ros. 40-я стрелковая дивизия) – związek taktyczny piechoty Armii Czerwonej.
W czerwcu 1941 roku pod dow. płk S.K. Mamonowa w składzie 39 Korpusu Strzeleckiego; 25 Armii Dalekowschodniej.

## Struktura organizacyjna
- 63 pułk strzelecki
- 178 pułk strzelecki
- 231 pułk strzelecki
- 164 pułk artylerii
- 243 pułk artylerii
- batalion przeciwpancerny,
- batalion artylerii przeciwlotniczej,
- batalion zwiadu,
- batalion saperów
- inne służby.